# Haruki Murakami
Haruki Murakami (村上 春樹 Murakami Haruki?) (n. 12 ianuarie 1949, Kyoto) este un scriitor japonez. 

## Biografie
Deși s-a născut în Kyoto, în copilărie s-a mutat la Kobe, unde a absolvit și liceul. A studiat la secția „Teatru” la Facultatea de Litere a Universității private Waseda din Tokio, unde a studiat deopotrivă cultura și limba franceză, dar în special tragedia Greciei antice.
A cunoscut-o pe soția sa Yuko (n. Takahashi) în Tokio și au deschis un club de jazz în capitala Japoniei, care se numea Peter Cat. S-a căsătorit la doar 22 de ani, o căsătorie din timpul facultății, care i-a inspirat povestea din romanul Pădurea norvegiană. A locuit în străinătate între 1991 și 1995, predând printre altele la unele universități americane. În prezent locuiește tot în Statele Unite, unde conferențiază adesea în fața unui public american, este îndrăgostit de maraton, a alergat într-o cursă de maraton în Grecia, și a scris o carte de memorii ale unui alegător de cursă lungă.
Succesul romanului Pădurea norvegiană (ノルウェイの森 Noruwei no mori, titlul conține o trimitere intertextuală la celebrul cântec Norwegian Wood al formației Beatles), devenit bestseller în 1987, l-a făcut cunoscut nu numai în Japonia, ci și în lumea largă. Romanul a fost ecranizat în 2010, iar filmul se bucură de un succes impresionant în Japonia.

## Volume publicate
Opera lui Murakami cuprinde (lista nu este exhaustivă):
- Romane
  - Ascultă cum cântă vântul (1979)
  - Automatul 1973 (1980)
  - În căutarea oii fantastice (1982)
  - La capătul lumii și în țara aspră a minunilor (1985)
  - Pădurea norvegiană (1987)
  - Dans dans dans (1988)
  - La sud de graniță, la vest de soare (1992)
  - Cronica păsării-arc (1994)
  - Iubita mea, Sputnik (1999)
  - Kafka pe malul mării (2002)
  - În noapte (2004)
  - Autoportretul scriitorului ca alergător de cursă lungă (2007)
  - 1Q84 (Vol. 1 si 2 - 2009, Vol. 3 - 2010)
  - Bărbați fără femei (2014)
  - Uciderea comandorului(Vol. 1- 2017 Vol. 2)

- Culegeri de povestiri
  - Elefantul a dispărut (1980-1991)
  - Salcia oarbă, fata adormită (1980-1996)
  - După cutremur (2001)

- Lucrări ne-ficționale
  - Underground. Atacul cu gaz din Tokio și sufletul japonez (1997-1998 (inspirat de atacul cu gaz sarin din metroul din Tokio inițiat de secta Aum)

A tradus în limba japoneză autori americani, care și-au lăsat amprenta asupra scrisului propriu, cum ar fi Francis Scott Fitzgerald, Truman Capote, John Irving, Raymond Carver, J. D. Salinger.

## Premii și distincții
- „Premiul Gunzo pentru debut” pentru romanul Kaze no uta o kike („Ascultă cum cântă vântul”) (din „Trilogia Șobolanului”), 1979
- „Premiul Noma pentru scriitori noi” pentru În căutarea oii fantastice (din „Trilogia Șobolanului”), 1982[19]
- „Premiul Tanizaki Junichiro” pentru Sekai no owari to haado boirudo wandaarando („La capătul lumii și în țara aspră a minunilor”)
- „Premiul Yomiuri” pentru Nejimakidori kuronikuru (Cronica păsării-arc)
- În septembrie 2007 i-a fost acordat titlul doctor honoris causa din partea Universității din Liège, Belgia, iar în iunie 2008 din partea Universității Princeton, SUA
- În ianuarie 2009 a primit „Premiul Ierusalim” - un premiu literar bienal acordat scriitorilor ale căror scrieri abordează teme precum libertatea umană, societatea și politica
- „Premiul Internațional Catalonia”, 2011[20]

## Opere traduse în limba română
- Pădurea norvegiană, Polirom, 2002, ISBN 978-973-46-1945-0
- La sud de graniță, la vest de soare, Polirom, 2003, ISBN 978-973-46-4538-1
- În căutarea oii fantastice, Polirom, 2003, ISBN 978-973-46-2219-1
- Dans dans dans, Polirom, 2004, ISBN 978-973-46-2682-3
- Cronica păsării-arc, Polirom, 2004, ISBN 978-973-46-4348-6
- Iubita mea, Sputnik, Polirom, 2004, ISBN 978-973-46-4545-9
- La capătul lumii și în țara aspră a minunilor, Polirom, 2005, ISBN 978-973-46-2398-3
- Elefantul a dispărut, Polirom, nuvele, 2005, ISBN 973-46-0063-X
- După cutremur, Polirom, nuvele, 2006, ISBN 978-973-46-4047-8
- Kafka pe malul mării, 2006, ISBN 978-973-46-4242-7
- În noapte, Polirom, 2007, ISBN 978-973-46-3436-1
- Salcia oarbă, fata adormită, Polirom, 2007, ISBN 978-973-46-5015-6
- Underground. Atentatul de la Tokio și spiritul japonez, Polirom, 2008, ISBN 978-973-46-0717-4
- Autoportretul scriitorului ca alergator de cursă lungă, Polirom, 2009, ISBN 978-973-46-1556-8
- 1Q84 - volumele I si II, Polirom, 2011, ISBN 978-973-46-2006-7; ISBN 978-973-46-2007-4
- 1Q84 - volumul III, Polirom, 2012, ISBN 978-973-46-2395-2
- Tsukuru Tazaki cel fără de culoare și anii săi de pelerinaj, Polirom, 2013[21] ISBN 978-973-46-4053-9
- Bărbați fără femei (Editura Polirom, noiembrie 2014, traducere din limba japoneză de Iuliana și Florin Oprina, 200 pag.)
- Uciderea Comandorului. Volumul I. O idee își face apariția, Polirom, 2018, ISBN 978-973-46-7428-2
- Pur și simplu despre muzică, Polirom, 2018, ISBN 978-973-46-7553-1
- Uciderea Comandorului. Volumul II. Metafora se schimbă, Polirom, 2019, ISBN 978-973-46-7841-9
- Strania bibliotecă, Polirom, 2022, ISBN 978-973-46-8881-4
- Persoana întâi singular, Polirom, 2022, ISBN 978-973-46-8999-6
- Orașul și zidurile sale incerte, Polirom, 2024, ISBN 978-630-344-075-0